# Sathmarer Schwaben

Karte der Siedlungsgebiete der Donauschwaben einschließlich des Sathmarerlands

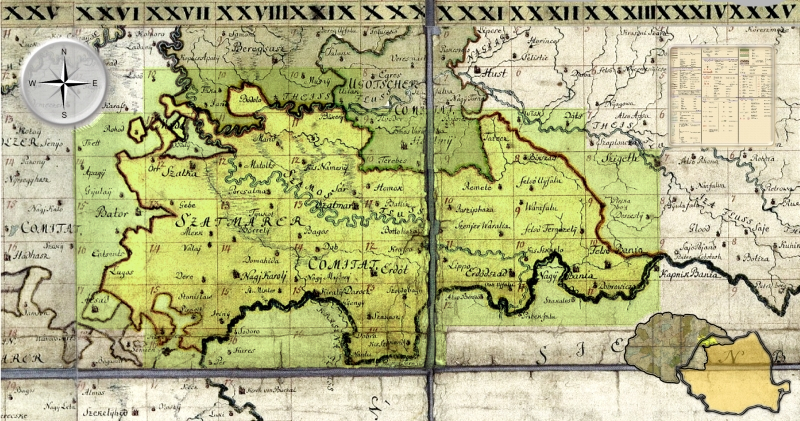
Komitat Sathmar 1782–85

Die Sathmarer Schwaben (rumänisch Șvabi sătmăreni) sind eine deutschsprachige Minderheit, die vorwiegend im Nordwesten Rumäniens, im Kreis Satu Mare (Sathmar), angesiedelt ist. Die rumäniendeutsche Bevölkerung aus den Kreisen Bihor (vor allem in und um Oradea/Großwardein), Sălaj und Maramureș wird ebenso dieser Volksgruppe zugeordnet. 
Drei sathmarschwäbische Dörfer (Mérk, Vállaj und Zajta) liegen in Ungarn, ihre deutschsprachigen Bewohner zählen damit auch zu den Ungarndeutschen. Zusammen mit anderen deutschsprachigen Minderheiten zwischen Ostmitteleuropa und Südosteuropa gehören die Sathmarer Schwaben der übergeordneten Gruppe der Donauschwaben an.

## Sathmarland
Das Sathmarland liegt heute im Nordwesten Rumäniens. Bis zum Ende des Ersten Weltkrieges gehörte das Sathmarland zu Österreich-Ungarn, fiel 1920 durch den Vertrag von Trianon an das Königreich Rumänien, gelangte 1940 durch den Wiener Schiedsspruch wieder an Ungarn und wurde nach dem Zweiten Weltkrieg erneut Rumänien angeschlossen. Seinen Namen erhielt es von der an der Samosch (Someș), einem Nebenfluss der Theiß, liegenden Kreisstadt Sathmar. Zum Siedlungsgebiet der Sathmarer-Schwaben werden nicht nur die sich im heutigen Verwaltungskreis Sathmar befindenden schwäbischen Ortschaften gezählt, sondern auch Orte mit deutscher Bevölkerung, in den Kreisen Bihor, Salasch und der Maramuresch.

## Geschichte

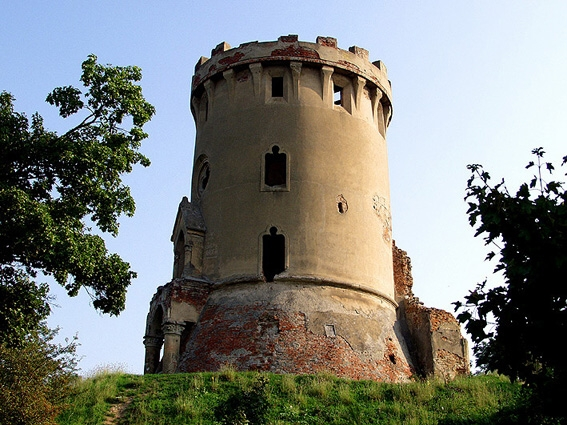
Burgruine Erdeed

Die Sathmarer Schwaben sind Nachfahren von den im 18. Jahrhundert hauptsächlich aus Oberschwaben ausgewanderten Bauern. In den Jahren 1712 bis 1815 warben Graf Alexander Károlyi und seine Nachfahren Kolonisten aus dem Königreich Württemberg an. Viele Auswanderer stammten aus den heutigen Landkreisen Ravensburg und Biberach.

### Vorgeschichte
Die ersten deutschen Siedler kamen bereits gegen Ende des 11. Jahrhunderts ins Sathmarland. König Andreas II. stellte 1230 den deutschen „Gästen“ von Sathmar „dilectis et fidelibus nostris hospitibus Teutonicis de Zathmar Nemethi“ einen Freibrief ähnlich dem Goldenen Freibrief der Siebenbürger Sachsen aus. Damals entstanden entlang der Samisch von Zillenmarkt (Zalău) bis Burglos (Dej) eine Reihe von deutschen Siedlungen, deren Bewohner sich ähnlicher Rechte und Freiheiten wie die Siebenbürger Sachsen erfreuten. Ebenso sind in den Bergwerksstädten Frauenbach (Baia Mare) und Mittelstadt (Baia Sprie) deutsche Siedler bestätigt. Wie aus Prozessunterlagen des Großwardeiner Bistums aus dem Jahre 1215 zu erkennen ist, gab es deutsche Siedlungen auch um Großwardein (Oradea). Um Großwardein waren auch die Vorfahren Albrecht Dürers beheimatet. Aus der Familienchronik des bekannten Kupferstechers und Malers ist zu entnehmen, dass sein Vater aus einem „Geschlecht geboren“ „nit ferr von einem kleinen stättlein, genannt Jula (Gyula), acht meil wegs unter Wardein, auß ein Dörflein zu negst darbej gelegen, mit namen Eytas. ..“ Die deutschen Einwohner dieser mittelalterlichen Siedlungen gingen jedoch im Laufe der Zeit in der anderssprachigen Bevölkerung auf. Die heute im Sathmarland, in den Kreisen Maramuresch, Bihor und Salasch lebenden Deutschstämmigen sind demnach nicht die Nachkommen dieser mittelalterlichen Siedler. Ihre Vorfahren wurden erst im 18. Jahrhundert in diese Gegenden gerufen.
Die mittelalterliche deutsche Siedlung Sathmar erlosch als Folge von Assimilierung oder Überfällen von Tataren und später Türkenkriegen. Die Burg Sathmar wurde 1565 durch Lazarus von Schwendi als Generalkapitän der kaiserlichen Truppen in Ungarn neu errichtet. Der Begründer der neuzeitlichen deutschen Siedlung Sathmar ist Graf Alexander Károlyi.

### Historischer Hintergrund

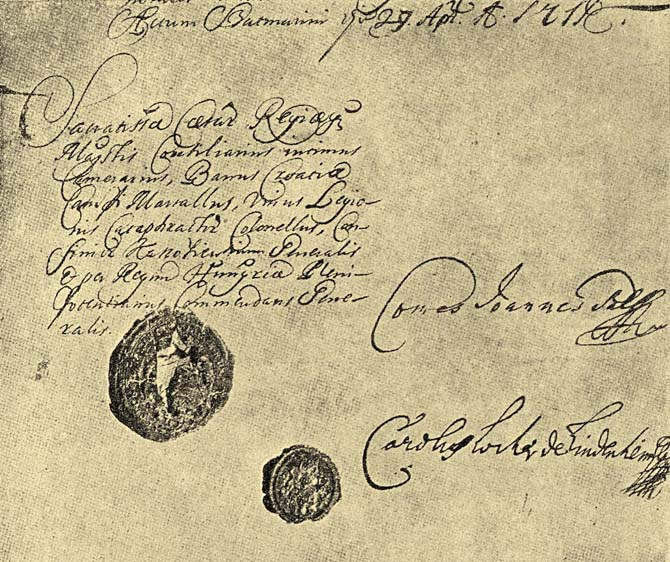
Originalurkunde des Friedens von Sathmar unterzeichnet am 1. Mai 1711

Nach dem Sieg des Prinzen Eugen von Savoyen in der Schlacht bei Zenta im Jahre 1697, der den Weg für den Frieden von Karlowitz (1699) bereitete, wurden die Grenzen zwischen dem Habsburgischen und dem Osmanischen Reich durch die Flüsse Theiß und Donau sowie Donau, Bosut und Save festgelegt.
Der Aufstand von Franz II. Rákóczi, der 1703 in Ungarn ausbrach und in dessen Verlauf die Kuruzzen nach Westungarn und in die Südsteiermark, ja sogar bis Wien vordrangen, fand 1711 mit dem Frieden von Sathmar sein Ende. Für die Aufständischen unterzeichnete ihn Rakoczis Stellvertreter Graf Alexander Károlyi, dessen Güter im ungarischen Komitat Sathmar verwüstet worden waren. Graf Alexander Károlyi und seine Nachfolger warben für die Wiederbesiedlung ihrer Güter Katholiken aus Oberschwaben an, vorwiegend aus den Landkreisen Biberach und Ravensburg. Auch nach dem Ende des Spanischen Erbfolgekrieges im Jahre 1714 besserte sich die wirtschaftliche Lage in Oberschwaben nur langsam. Auch wenn Oberschwaben zwischen 1707 und 1796 von unmittelbaren Kriegshandlungen verschont blieb: Missernten, Viehseuchen und die Kriege des 18. Jahrhunderts – der Polnische Thronfolgekrieg (1733–1735), die beiden Schlesischen Kriege (1740–1748) und der Siebenjährige Krieg (1756–1763) – belasteten die Bevölkerung immer wieder von neuem. Das Anerbenrecht in Oberschwaben, durch welches Höfe, Lehengüter und Selden ungeteilt an einen einzigen Erben weitergegeben wurden, sicherte zwar den Erhalt der landwirtschaftlichen Struktur mit einer großen Zahl mittel- und großbäuerlicher Höfe, hatte aber auch die Verarmung derer, die ausgesteuert wurden oder nur ein geringes Erbe erhielten, zur Folge. Schlechte Ernten und Viehseuchen, die zur Teuerung der Lebensmittel führten, taten den Rest.

### Ansiedlung

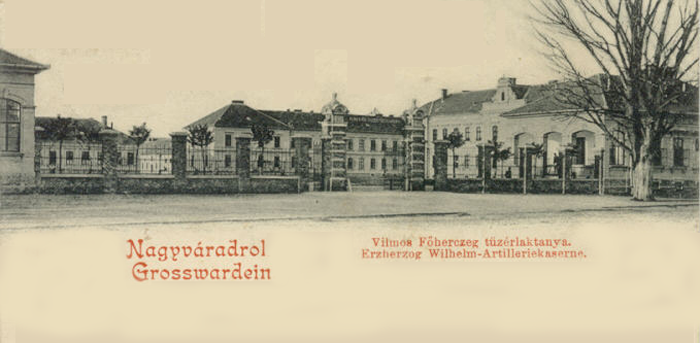
Erzherzog-Wilhelm-Artilleriekaserne in Großwardein

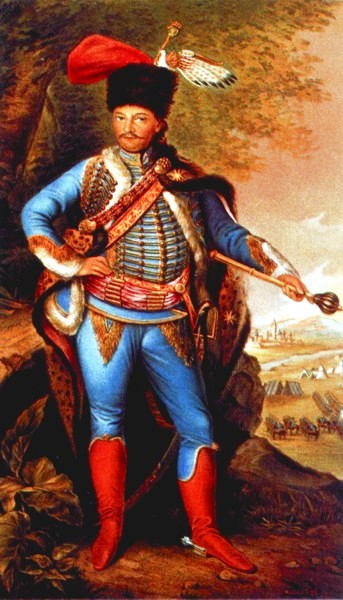
Graf Alexander Károlyi

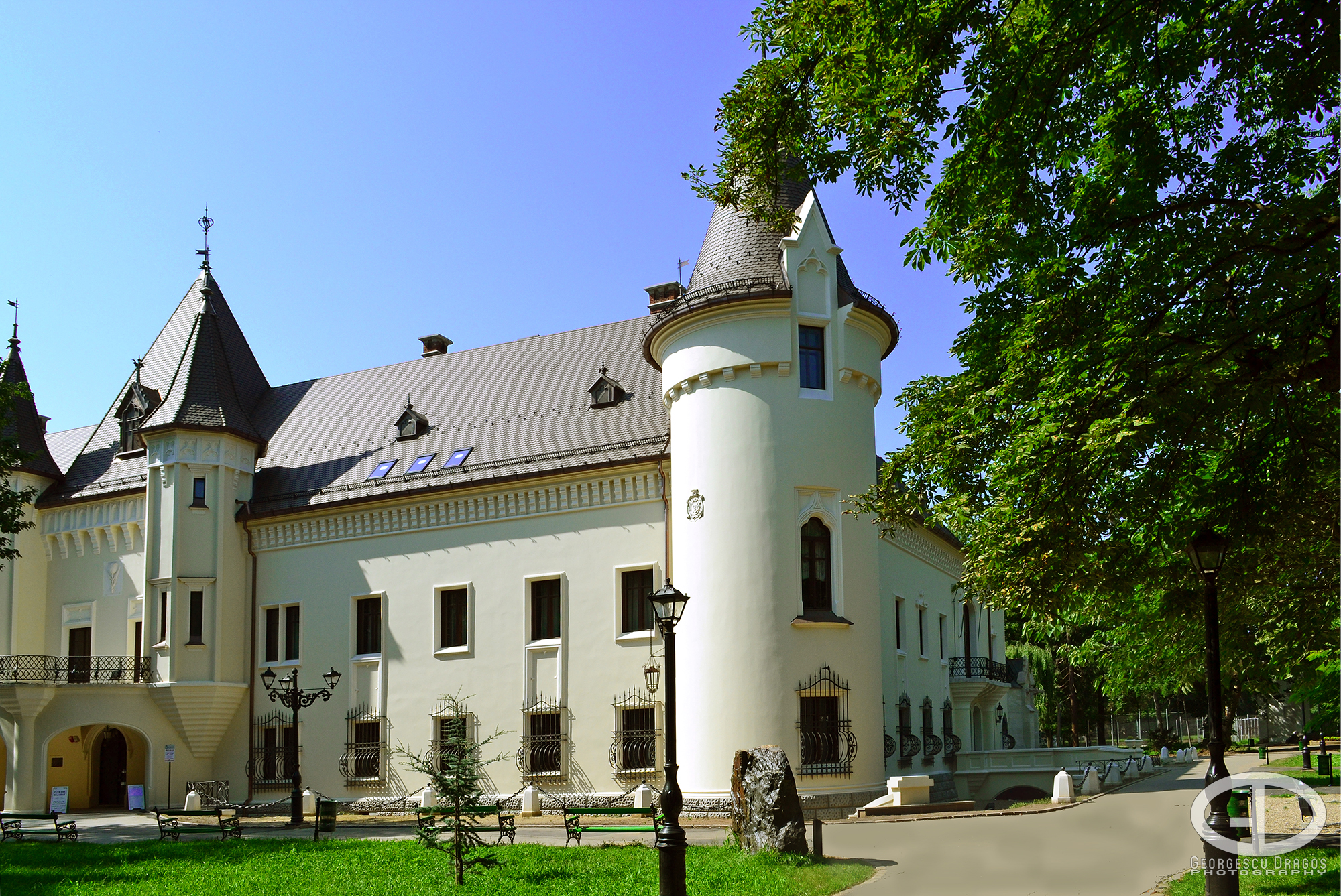
Das Schloss der Károlyis in Großkarol

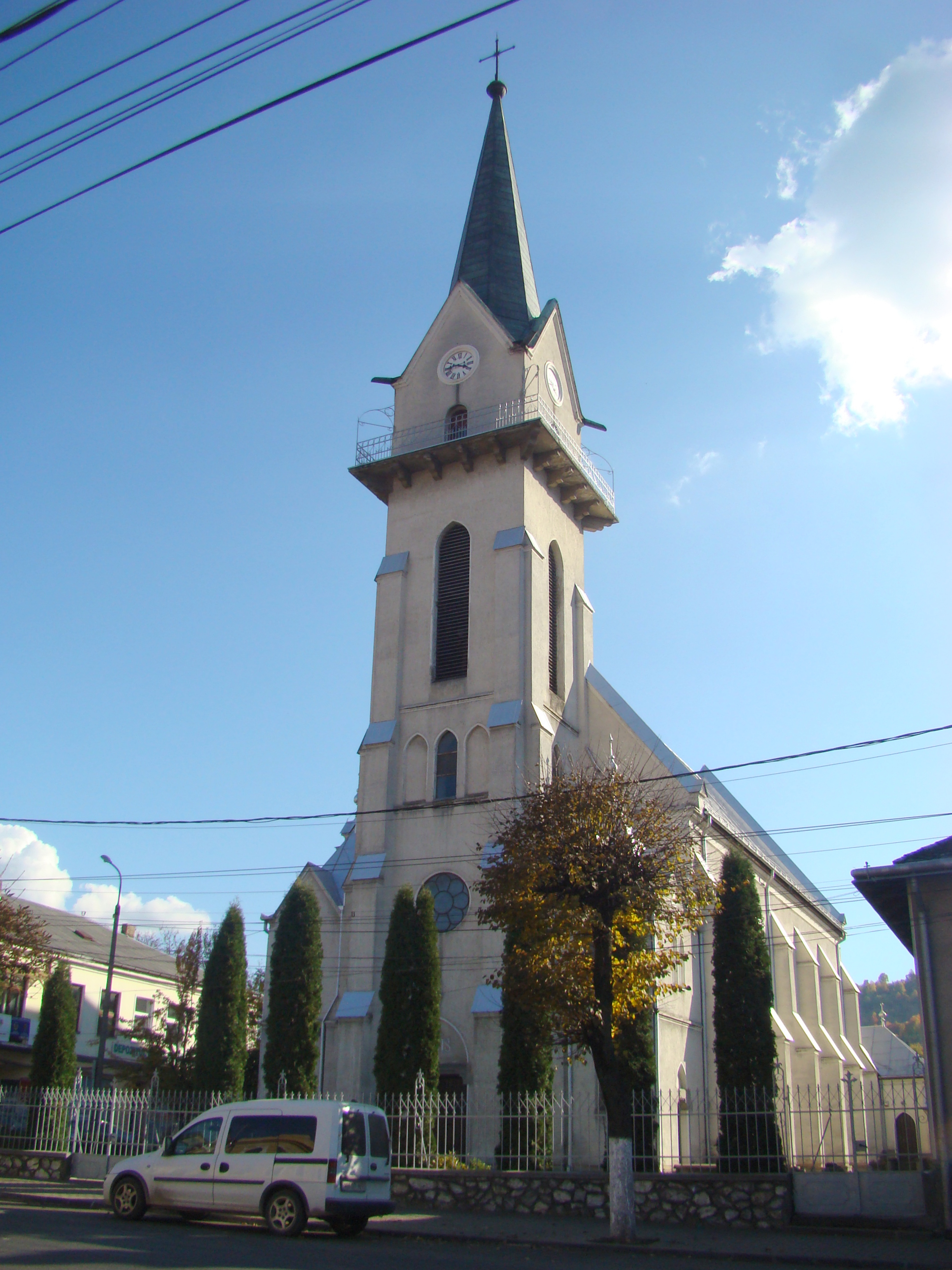
Römisch-katholische Kirche in Oberwischau

Nach dem durch den Frieden von Sathmar 1711 beendeten ungarischen Kuruzzen-Aufstand (1703–11) begann 1712 eine planmäßige Ansiedlung deutscher Kolonisten aus Oberschwaben, jedoch nicht staatlich gelenkt, sondern durch die örtliche Magnaten-Dynastie der Károlyis. Graf Alexander Károlyi und seine Nachfahren riefen in den Jahren 1712–1815 Kolonisten aus dem damaligen Königreich Württemberg, hauptsächlich aus Oberschwaben ins Sathmarer Land, um das von Krieg, Naturkatastrophen und Epidemien entvölkerte Gebiet neu zu besiedeln.
Bereits einige Jahre vor dem ersten Banater Schwabenzug begann Alexander Károlyi seine Siedlungsaktion im Sathmarer Land. 1712 berief er die ersten Siedler aus Württemberg. 330 Familien, etwa 1400 Personen, folgten seinem Ruf. Der schlechten Wohnungsverhältnisse und des Ausbleibens der zugesagten Hilfsmittel wegen verließen nahezu tausend Personen das Sathmarer Land kurz nach ihrer Ankunft wieder. Von den 1400 Kolonisten blieben nur 450 zurück; davon überlebten etwa 250. Bereits 1720 erklärten sich einige der Siedler bereit, für Karolyi in Württemberg Neuauswanderer zu werben. Von diesem Jahr an verlief die Ansiedlung im Sathmarland durch die Grafen Alexander, Franz, Anton und Joseph Károlyi erfolgreich. Größere Siedlergruppen kamen 1726 mit 181 Familien, 1737 mit 106, 1760 mit 58 und 1774 mit 83 Familien.
Zwischen 1744 und 1751 gründete Baron Wesselenyi die alemannische Siedlung Kriegsdorf (Hodod), in die er aus Baden-Durlach und aus der Schweiz Familien evangelischer Konfession rief. In Batartsch (Bătarci) wurden hauptsächlich Zimmerleute und Waldarbeiter aus Budweis in Böhmen angesiedelt. Nach Glashütte (Poiana Codrului) kamen 1801 Glasbläser aus Österreich. In Palota und in Kreisch-Tarjan bei Großwardein wurden Schwaben und Pfälzer angesiedelt. Nach 1810, als die letzte schwäbische Gemeinde Terem gegründet wurde, ebbte die Kolonisation langsam ab. Eine Neukolonisation mit Siedlern aus Oberösterreich und Böhmen erfolgte erst wieder um 1910 in Großtarna und in Batartsch.
Zwischen 1770 und 1780 warb der Ärar Bergarbeiter und Handwerker aus dem Salzkammergut, Oberösterreich und der Zips für die Salzbergwerke im Teresvatal an. Zwischen 1778 und 1790 zog ein Teil dieser Siedler, die aus Bad Ischl, Gmunden, Ebensee und Zips stammten, nach Oberwischau (Vișeu de Sus) und Pfefferfeld (Băile Borșa), wo sie als Holzarbeiter in den Staatswäldern und als Zimmerleute arbeiteten. Ihre Nachkommen, heute als Zipser bekannt, leben vor allem in Oberwischau, aber auch in Altwerk (Ocna Șugatag), Teutschau (Tjatschiw), Sighet (Sighetu Marmației) und Umgebung. Nach Frauenbach, Mittelstadt, Kapnik (Cavnic) und in andere Bergwerksorte der Maramuresch kamen zwischen 1773 und 1812 hauptsächlich aus Österreich und Bayern Förster, Bergwerker und Fachleute für das Bergwerkswesen. Bei diesen Ansiedlungen wurden teils neue Dörfer gegründet, teils rumänische und ungarische Ortschaften erweitert.
Die Siedler erhielten vertraglich Ackerboden, Wiesen und Wald unentgeltlich zur Nutzung, dazu Zugvieh, Getreide und Bauholz, und sie waren in den ersten Jahren von Steuern und Frondiensten befreit. Es wurde ihnen eine selbst gewählte Gemeindeführung gewährt. Nach Ablauf der Freizeit waren sie verpflichtet, fünf rheinische Gulden Grundsteuer zu zahlen, den Neunten oder Zehnten abzuführen, 15–16 Tage Frondienst zu leisten und die üblichen „Geschenke“ (Geflügel, Eier, Butter) an großen Feiertagen abzuliefern. Hatten die Siedler diese Pflichten erfüllt, so konnten sie das Gut verlassen. Die Sathmarer Schwaben waren folglich keine schollenpflichtige Leibeigene, sondern Erbuntertanen oder „Vertragsfronbauern“.

### Revolution von 1848
Die Revolution von 1848 und die kaiserlichen Leibeigenschaftsaufhebungspatente der 1850er Jahre, die letzten Endes von der Revolution erzwungen worden waren, befreiten die Sathmarer Vertragsfronbauern von den feudalen Verpflichtungen und bewirkten einen großen ökonomischen Aufschwung sowie die Umstellung auf einen modernen Landwirtschaftsbetrieb.

### Von der Zwischenkriegszeit zur Nachkriegszeit
Der Vertrag von Trianon schlug das mehrheitlich von Ungarn bewohnte Sathmar und sein östliches Hinterland Rumänien zu. Ungarn forderte eine Revision und konnte dieses Ziel im Zweiten Wiener Schiedsspruch vom August 1940 erreichen. Das nationalsozialistische Deutschland hatte den beiden Staaten, beides Bündnispartner des Deutschen Reiches, in den Zusatzprotokollen zugesichert, dass die Sathmarer Volksdeutschen nicht in den Bevölkerungsaustausch einbezogen werden. Vielmehr dürften sie dafür optieren, "heim ins Reich" umzusiedeln, und zwar unter Mitnahme ihres ganzen Vermögens.
Im Herbst 1944 wurde die Stadt durch sowjetische Truppen eingenommen und gehört seither wieder zum rumänischen Staatsgebiet. Im September/Oktober 1944 begaben sich mehr als 3000 Sathmarer Schwaben unter dem Schutz der zurückfliehenden deutschen Wehrmacht auf die Flucht. Sie ließen sich hauptsächlich in Süddeutschland, Österreich und den Vereinigten Staaten nieder. Die Mehrheit blieb jedoch in ihrer angestammten Heimat zurück.
Von den Zurückgebliebenen wurden in den ersten Januartagen 1945 etwa 5000 Männer zwischen 17 und 45 Jahren und Frauen zwischen 18 und 35 Jahren von Gendarmerie- und Militäreinheiten ausgehoben und zu Aufbauarbeiten in die Sowjetunion deportiert. Im Zuge der Enteignung in Rumänien 1945 (Dekret Nr. 187/1945) wurden Grundvermögen und Immobilien aller Rumäniendeutschen eingezogen. Deutschsprachige Schulen waren bis 1948 verboten. Infolge der allgemeinen Nationalisierung von 1948 wurden die Handwerks- und Industriebetriebe verstaatlicht. Die Kollektivierung der Landwirtschaft fand Mitte der 1950er Jahre statt. Die staatlich gelenkte Ansiedlung von Nichtdeutschen in und um sathmarschwäbische Ortschaften hat wesentlich zur Dezimierung der Sathmardeutschen sowie zur Einschränkung ihres geschichtlich gewachsenen Gemeinwesens beigetragen.

## Schulwesen

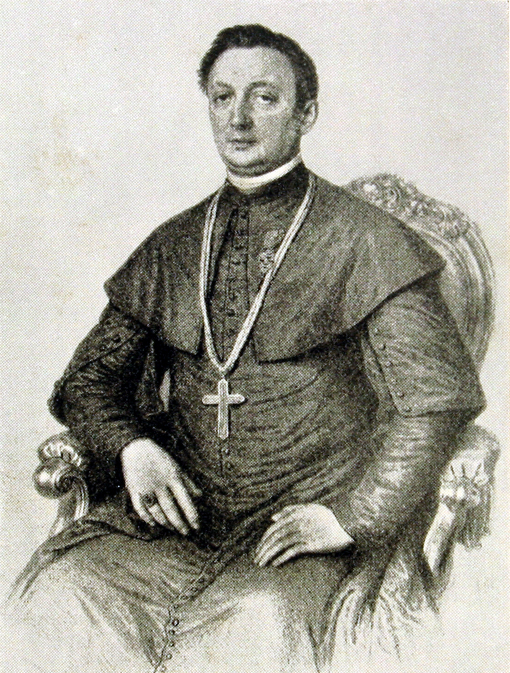
Bischof Michael Haas

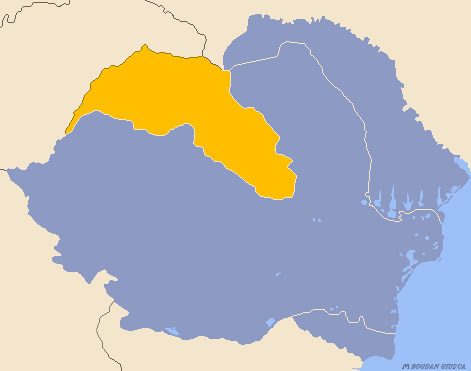
Durch den Wiener Schiedsspruch wurden das Sathmarland und Nordsiebenbürgen von Ungarn annektiert

Das sathmarschwäbische Bürgertum ging verhältnismäßig rasch im Madjarentum auf. Dies macht sich auch bezüglich der kulturellen Leistungen der Sathmarschwaben bemerkbar.
Der Schulunterricht spielte in diesen sathmarschwäbischen Gebieten von Anfang an eine bedeutende Rolle. Bereits in den ersten Jahren der Ansiedlung errichteten die Sathmarer Schwaben deutsche Schulen. Aus den Statistiken geht hervor, dass schon 1731 in Fienen, 1741 in Schinal und Großmaitingen, 1779 in Bildegg, Sagas (1747) und Schandern (1767), Mérk (1772, in Ungarn) und Terebescht (1777) Schulunterricht in deutscher Sprache erteilt wurde. Ebenfalls 1779 ließ Anton Karolyi in Großkarol eine „Nationalschule“ errichten. Diese günstige Entwicklung des deutschen Schulwesens im Sathmarer Land wurde jedoch durch die bereits Anfang des 19. Jahrhunderts einsetzende Magyarisierung unterbrochen. 1825 wurde die ungarische Sprache im öffentlichen Leben eingeführt. Auch die katholische Kirche stellte sich in den Dienst der allgemeinen Magyarisierungspolitik. Trotzdem ging die Verdrängung der Unterrichtssprache in den sathmarschwäbischen Gemeinden nur langsam voran. Sowohl in der Familie als auch außerhalb dieser wurde die sathmarschwäbische Mundart gesprochen. In den gemischten Städten und Dörfern musste der deutschsprachige Unterricht jedoch immer mehr dem ungarischen weichen. Diesen allgemeinen Magyarisierungstendenzen widersetzte sich Bischof Michael Haas energisch. Ihm ist maßgeblich die Neuordnung der deutschen Lehrerbildungsanstalt, die Fort- und Weiterbildung der aktiven Lehrkräfte, die Aufnahme des katholischen Gymnasiums in Sathmar (1863) in die Reihe der öffentlichen Anstalten sowie das Weiterbestehen der deutschen Volksschulen zu verdanken. Nach dem österreichisch-ungarischen Ausgleich (1867) und der Errichtung der Doppelmonarchie wurde die ungarische Sprache in allen nichtungarischen Volksschulen zwangsweise eingeführt. Folge dieser Maßnahmen war die konsequente und fortschreitende Verdrängung der deutschen Unterrichtssprache und die restlose Magyarisierung der deutschen Schulen.
Der Anschluss Siebenbürgens an Rumänien durch den Vertrag von Trianon hatte auf die Lage der Sathmarer Schwaben positive Auswirkungen. Der rumänische Staat unterstützte die nationale Selbstfindung der Sathmarer Schwaben als Gegengewicht zum ungarischen Separatismus in Siebenbürgen. 1920 begann die Einführung der deutschen Unterrichtssprache. 1928 gab es bereits in 15 Gemeinden deutsche Schulen. Am 10. Januar 1926 wurde mit Unterstützung der Siebenbürger Sachsen und Banater Schwaben die „Deutsch-Schwäbische Volksgemeinschaft Sathmar“ gegründet. 1933 gab es bereits in fünfundzwanzig Gemeinden Schulunterricht in deutscher Sprache. Im Schuljahr 1939/40 wirkten 57 deutsche Lehrer an 32 Schulen und unterrichteten 2925 Schüler in der Muttersprache. Sathmarschwäbische Jugendliche besuchten weiterführende deutsche Hochschulen in Temeswar und Hermannstadt.
Doch diese kulturelle Entwicklung wurde jäh unterbrochen, als Nordsiebenbürgen, die Maramuresch, das Sathmar- und Kreischgebiet durch den Wiener Schiedsspruch vom 30. August 1940 erneut Ungarn angegliedert wurde. Sogleich wurden Maßnahmen zur Fortsetzung der Magyarisierung der deutschen Bevölkerung dieses Gebietes vorgenommen. Schon im Schuljahr 1942/43 ging die Zahl der sathmarschwäbischen Ortschaften mit deutschen Schulen auf fünfzehn zurück, in mehreren Ortschaften wurden die deutschen Schulen geschlossen.
Nach dem Zweiten Weltkrieg bahnte sich im Schulwesen nach der Unterrichtsreform vom 3. August 1948 eine neue Entwicklung an. Nach und nach wurden wieder deutschsprachige Kindergärten und Schulen eröffnet. Ab Mitte 1960, als die rumänische Minderheitenpolitik einige Freiräume zuließ, entfaltete sich eine rege deutsche schulische und kulturelle Arbeit im Sathmarland. Dies ist vor allem auf die Arbeit jener Lehrer zurückzuführen, die ab 1958 in Temeswar und ab 1969 in Hermannstadt studierten, vor allem aber auf die vielen Siebenbürger Sachsen und Banater Schwaben, die ab Ende der 1950er Jahre im Sathmarland, in Oberwischau und Neustadt als Lehrer wirkten, die das kulturelle Leben der Sathmarer Schwaben aufleben ließen. Die seit 1971 und 1974 in Kraft getretenen Einschränkungen im Schul- und Pressewesen öffneten das Tor zu einem verstärkten Assimilierungsprozess, der dem Fortbestand der Identität und Kultur der Deutschen in Rumänien jegliche Zukunftschancen nahm. Aufgrund des Abkommens zwischen Rumänien und der Bundesrepublik Deutschland im Jahr 1978 setzte um 1980 eine zunehmende Abwanderung der Sathmarer Schwaben nach Deutschland ein.
Heute gibt es 153 deutschsprachige Kindergärten mit 7000 Kindern und 133 Schulen mit deutschsprachigen Abteilungen beziehungsweise deutschsprachige Schulen mit insgesamt 13.000 Schülern. Es handelt sich um Grundschulen und einige Gymnasien mit vollständigen deutschen Klassenzügen bis zur 12. Klasse. Das neu eröffnete deutsche Lyzeum „Johann Ettinger“ in Sathmar wurde 1997 bei einem Besuch des Ministerpräsidenten von Baden-Württemberg, Erwin Teufel, mit moderner EDV-Technik ausgestattet. Auch in Großkarol wurde 1997 wieder ein deutsches Gymnasium eingerichtet. In Sathmar wurde seit dem Hochschuljahr 1998–1999 sogar eine deutschsprachige Abteilung für Verwaltungswissenschaften mit 20 Studenten der Klausenburger Babeş-Bolyai-Universität eingerichtet.

## Bevölkerung

### Bevölkerungsentwicklung
Zwischen 1712 und 1838 ließen sich insgesamt 2072 Familien mit über 8000 Siedlern aus Oberschwaben in den 31 schwäbischen Gemeinden der Grafschaft Sathmar nieder. Um 1820 lebten in Sathmar etwa 20.000 Personen schwäbischer Abstammung, um 1930 über 40.000. 1939 bestanden in Rumänien 40 Siedlungen mit etwa 30.000 Sathmarer Schwaben.
In den 1970er und 1980er Jahren lebten um Sathmar etwa 35.000 bis 38.000 Sathmarer Schwaben. Hinzu kommen weitere 4000 der 1919 bei Ungarn verbliebenen Gemeinden sowie etwa 8000 Deutschstämmige in den Kreisen Maramuresch, Bihor und Salasch. Somit lebten im Siedlungsgebiet der Sathmarer Schwaben circa 50.000 Deutschstämmige. Bei der Volkszählung von 1977 lebten noch 11429 Sathmarer Schwaben in Rumänien. Während in den südöstlich des Sathmarlandes gelegenen schwäbischen Dörfern, bedingt durch die Auswanderungen seit 1978, nur noch vereinzelt Schwaben leben, gibt es um Großkarol trotz der Auswanderungen noch geschlossene Ortschaften mit schwäbischer Bevölkerung.
Bei den rumänischen Volkszählungen von 2002 und 2011 hatten folgende Großgemeinden und Städte einen bedeutenden Anteil deutschstämmiger Bevölkerung:
| Gemeinde                   | Anteil deutschstämmige Bevölkerung | Anteil deutschstämmige Bevölkerung |
| Gemeinde                   | 2002                               | 2011                               |
| Kreis Satu Mare            | Kreis Satu Mare                    | Kreis Satu Mare                    |
| -------------------------- | ---------------------------------- | ---------------------------------- |
| Petrifeld (Petrești)       | 31,5 %                             | 27,3 %                             |
| Schönthal (Urziceni)       | 22,5 %                             | 23,9 %                             |
| Kalmandi (Cămin)           |                                    | 22,6 %                             |
| Fienen (Foieni)            | 41,6 %                             | 20,7 %                             |
| Schamagosch (Ciumești)     |                                    | 18,3 %                             |
| Bildegg (Beltiug)          | 15 %                               | 11 %                               |
| Terem (Tiream)             | 14,1 %                             | 10,9 %                             |
| Erdeed (Ardud)             | 8,8 %                              | 4,5 %                              |
| Kaplau (Căpleni)           | 9,6 %                              | 2,4 %                              |
| Großkarol (Carei)          | 2,3 %                              | 2,3 %                              |
| Sathmar (Satu Mare)        | 1,4 %                              | 1 %                                |
| Kreis Bihor                |                                    |                                    |
| Sankt Andreas (Sântandrei) | 7,4 %                              | 4,3 %                              |

### Beschäftigung
Die Hauptbeschäftigung der Sathmarer Schwaben war die Ackerbauwirtschaft, die Viehzucht sowie hauptsächlich im Südosten des Sathmarlandes der Weinbau, wo die Winzer auf den Hügeln des Buchengebirges reiche Erträge erzielten und richtige Weinkellerdörfer errichteten. Die Dreifelderwirtschaft sowie gegen Ende des 19. Jahrhunderts die Flurbereinigung begünstigten ein rationelleres Arbeiten, den Einsatz landwirtschaftlicher Maschinen und eine Überproduktion. Unter den sathmarschwäbischen Siedlern befanden sich nicht nur Bauern, sondern auch viele Handwerker, wie etwa Müller, Messerschmiede, Nagel- und Kupferschmiede, Zimmerleute, Maurer, Gold- und Silberschmiede, Haffner und andere. Zu Beginn des 19. Jahrhunderts organisierten sich beispielsweise die Stiefelmacher von Sathmar in einer Zunft und besaßen in deutscher Sprache abgefasste Statuten.

### Politische Vertretung
Anders als unter den Banater Schwaben oder den Siebenbürger Sachsen war unter den Sathmarer Schwaben die Auswanderung nach Deutschland weniger stark ausgeprägt, sodass heute noch in zahlreichen Ortschaften ein bedeutender Anteil der Bevölkerung deutschstämmig ist. Damit haben Sathmarer Schwaben als einzige deutsche Volksgruppe Rumäniens eine Perspektive für ihren Fortbestand. Die politische Vertretung der Sathmarer Schwaben und der anderen deutschen Volksgruppen des heutigen Rumäniens ist das Demokratische Forum der Deutschen in Rumänien (DFDR).
Das „Deutsche Forum der Sathmarer Schwaben“, eine Untergliederung des DFDR, stellt als politische Partei sieben Bürgermeister im Kreis Sathmar, unterhält eine Stiftung zur Wirtschaftsförderung und organisiert die Jugend- und Kulturarbeit.
Bei der Bewältigung seiner Aufgaben wird es von der „Landsmannschaft der Sathmarer Schwaben in Deutschland“ sowie dem „Hilfswerk der Sathmarer Schwaben“ inhaltlich wie finanziell unterstützt. Beträchtliche Hilfen zur Selbsthilfe der Bundesregierung Deutschland im sozialen, kulturellen und wirtschaftlichen Bereich sollen das Verbleiben im Sathmarland erleichtern.
Im Jahr 1962 übernahm der Landkreis Biberach die Patenschaft über die Landsmannschaft der Sathmarer Schwaben.

## Mundart
Das Sathmarer Gebiet Großkarol und Sathmar ist als einziges donauschwäbisches Siedlungsgebiet (fast) einheitlich oberschwäbisch geprägt, nur in Kriegsdorf gibt es eine alemannische Mundart, ähnlich dem Banater Lokaldialekt von Saderlach. In Neupalota wird pfälzisch-moselfränkisch, ähnlich vielen Banater Dialekten, gesprochen und in Oberwischau, Großtarna und Batartsch ist eine bairisch-österreichische Sprachinsel anzutreffen, die mit den Zipsern aus Oberwischau verwandt ist.
Die Sathmarer Schwaben bilden den Kern der „Sprachschwaben“ unter den Donauschwaben, weil sie nicht wie viele Abstammungsschwaben rheinfränkische Mundarten angenommen haben, und tragen demnach mit der größten Berechtigung den Namen „Schwaben“.
Mit der Erforschung der sathmarschwäbischen Mundart beschäftigten sich die Sprachforscher Hugo Moser, Hermann Fischer und Stefan Wonhas. Nach diesen Forschern gehört die Mundart der Sathmarer Schwaben zum Schwäbisch-Alemannischen, weil die mittelhochdeutschen Diphthonge „ie“ und „uo“ geblieben sind, mittelhochdeutsch „st“ als „scht“ (Nuschterle, Wurscht, Schtuoark) „sp“ als „schp“ (schpeet, schpotta) vorkommt. Außerdem wird auch „-en“ zum schwachtonigen „e=a“ (kommen – kumma, gegangen – ganga). Dass es eine nordalemannische Mundart ist, zeigt das Beibehalten des „k“ im Wortanlaut. Die Diphthongierung des mittelhochdeutschen „i“ und „u“ beweist, dass die sathmarschwäbische Mundart zum schwäbischen Zweig des Nordalemannischen gehört, und zwar zum südlichen Oberschwäbischen, da die mittelhochdeutschen „e“ und „o“ sowie „i“, „u“ vor einem Nasallaut unverändert bleiben.

## Liedgut
Die Liedersammlung „Alte schwäbische Volkslieder aus Sathmar“ von Hugo Moser ist die erste Sammlung sathmarschwäbischer Volkslieder. In den Jahren von 1928 bis 1938 begann er unter Mithilfe des Lehrers und Liedersammlers Stefan Koch, das sathmarschwäbische Volkslied zu erforschen und zusammenzustellen. Moser hatte sich selbst um die Wiederbelebung schwäbischer Lieder in Sathmar bemüht. Doch die Wirren des Zweiten Weltkriegs hatten zunächst auch im Bereich des Gesanges eine große Lücke hinterlassen. Anfang der 1960er Jahre besann man sich jedoch wieder auf das angestammte Brauchtum, nachdem die Lehrer an den deutschen Schulen seit 1948 deutsche und schwäbische Lieder singen durften.
Nach den Liedsammlungen von Hugo Moser ergänzten die Liedaufzeichnungen von Helmut Berner und Claus Stephani aus den Jahren 1965 bis 1984 die ersten Forschungen und Sammelergebnisse Mosers und erweiterten sie durch Sagen, „Gschichtle“ und andere volkskundliche Belege. Wolfgang A. Mayer vom Johannes-Künzg-Institut für Volkskunde in München konnte 1974 und 1975 rund 100 Lieder auf Tonband aufzeichnen. Pfarrer und Volkskundler Anton-Joseph Ilk, der von 1977 bis 1984 als Seelsorger in Sathmar tätig war, entdeckte auf dem Boden der Herz Jesu Kirche eine 32 Lieder umfassende handschriftliche Sammlung, die im Wesentlichen auf Hugo Moser zurückzuführen ist. Das Collegium Suebicum Sathmarense formierte sich 1977 in Großkarol. Es besteht aus Musikern, die seit 1990 den Schwerpunkt ihrer Forschung auf die Interpretation des sathmarschwäbischen Liedgutes setzen.
Bei den weltlichen Liedern der Sathmarer Schwaben kristallisieren sich diejenigen heraus, die den Zusammenhang mit der ursprünglichen schwäbischen Heimat in auffälliger Weise erkennen lassen. Bei der Mehrzahl der nicht schwäbischen Lieder handelt es sich um Melodien aus der Schweiz, Vorarlberg, Sachsen, Bayern, Slowakei und Österreich. Bei der Selbstbehauptung gegenüber anderen Einflüssen aus den umgebenden Kulturen der Ungarn und Rumänen entstanden auch Heimatlieder. Als eigentliches Heimatlied der Sathmarschwaben gilt das von Carl Müller gedichtete und von Josef Baber 1936 vertonte Lied „Am Samisch und am Krasnastrand“. „Hui sott i gauh“, das Lied vom Kartoffelreiben, ist allerdings nicht allein in Sathmarschwaben zu finden, sondern auch in anderen deutschen Landschaften mit verschiedenen Dialekten und auch Melodien.
Eine Besonderheit sind die gesungenen Balladen im Sathmarer Gebiet. „Die verkaufte Müllerin“, bekannt aus dem gesamten deutschsprachigen Raum, ist eine davon. Hinzu kommen rund 50 veröffentlichte geistliche Lieder aus dem Raum Sathmar.

## Persönlichkeiten
- Georg Haller (1883–1934), Künstler
- Johann Scheffler (1887–1952), Bischof[15]
- Eugen Schönberger (* 1959), Bischof
- Zita Funkenhauser (* 1966), Florettfechterin
- Andrea Hohl, (* 1975), Basketballspielerin
- Otto Fetser (* 1980), Handballspieler
- Wolfram Benz, Schriftsteller
- Josef Baber, Komponist (1910–?)[16]
- Stefan Schmied, Historiker (1919–1978)[16]
- Maria Balogh, Schriftstellerin[16]